# خودکشی در روسیه

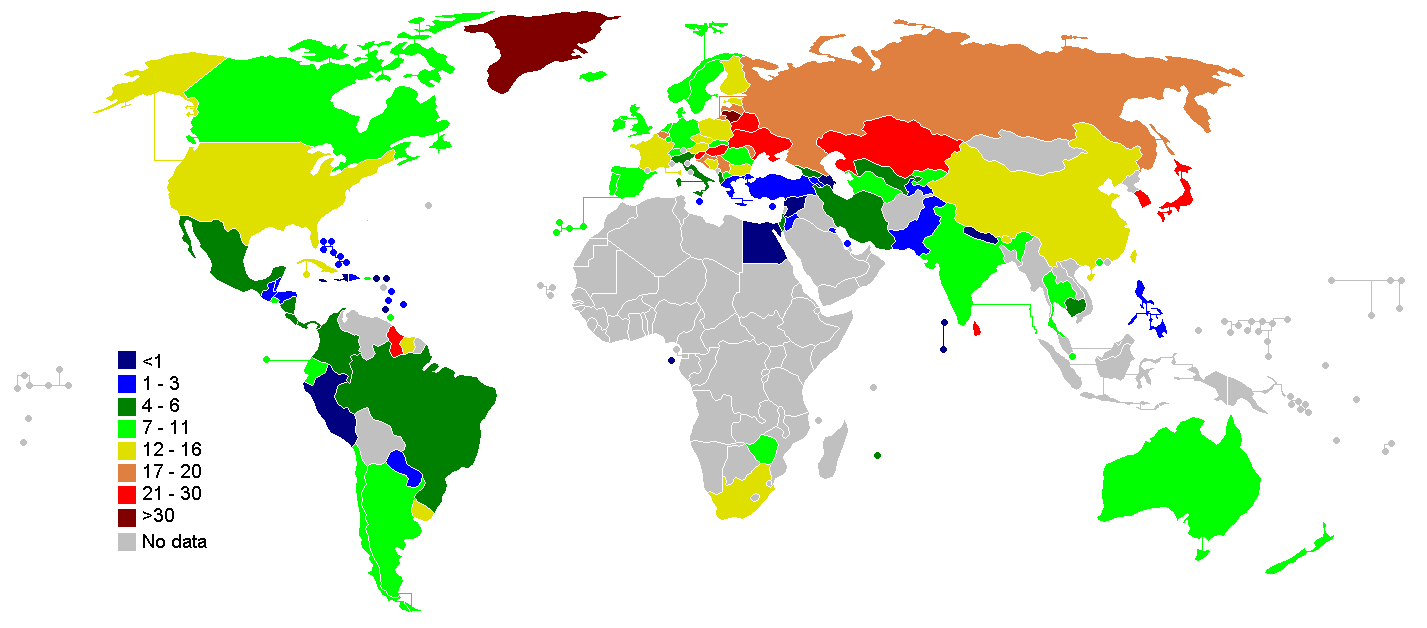
نرخ خودکشی روسیه در هر ۱۰۰٬۰۰۰ تن در مقایسه با دیگر کشورها بر پایه داده‌های سازمان بهداشت جهانی این سازمان ادعا دارد چین، هند، روسیه، ایالات متحده آمریکا، ژاپن و کره جنوبی بیش‌ترین تاثیرگذاران نرخ بالای خودکشی در جهان هستند.

خودکشی در روسیه با آنکه طی سال‌های اخیر کاهش داشته اما هنوز هم یک مشکل عمده اجتماعی است.تا تاریخ آوریل ۲۰۱۶ نرخ خودکشی به میزان ۷٫۲٪ نسبت به سال ۲۰۱۵ کاهش داشته‌است. تعداد خودکشی‌ها در این کشور۱۵٫۴ تن در هر ۱۰۰٬۰۰۰ تن است که در ۵۴ سال گذشته کم‌ترین است. پژوهشگران میان مصرف بالای الکل در روسیه و خودکشی ارتباط تنگاتنگی یافته‌اند.

## چگونگی
در سال ۲۰۱۵ نرخ خودکشی ۱۷٫۱ تن در هر ۱۰۰٬۰۰۰ تن بود.  در ۲۰۱۶ این رقم به ۱۵٫۴ کاهش یافت. 
در اواسط دهه ۱۹۹۰ نرخ خودکشی در این کشور ۴۰ تن در هر ۱۰۰٬۰۰۰ تن بود. در سال ۲۰۰۷ حدود ۲۲٪ خودکشی‌ها را افراد ۴۲ تا ۴۹ سال انجام دادند و نرخ خودکشی مردان این کشور ۶ برابر زنان است.

### الکل و خودکشی
گفته می‌شود مصرف بالای الکل در این کشور باعث و بانی بیش از نیمی از خودکشی‌های صورت گرفته‌است و این خود نشانگر اهمیت رابطه میان خودکشی و مصرف الکل است. این مسئله از آنجایی مهم می‌شود که در روسیه مصرف بالای الکل حتی از مشکلات اقتصادی مهم‌تر است.

## خودکشی نوجوانان
در سال ۲۰۱۲ نرخ خودکشی نوجوانان در روسیه ۳ برابر متوسط نرخ خودکشی نوجوانان در جهان بود.

## آمار سال ۲۰۰۶
| سن                        | ۵–۱۴ | ۱۵–۲۴ | ۲۵–۳۴ | ۳۵–۴۴ | ۴۵–۵۴ | ۵۵–۶۴ | ۶۵–۷۴ | ۷۵+  |
| ------------------------- | ---- | ----- | ----- | ----- | ----- | ----- | ----- | ---- |
| مردان                     | ۲٫۸  | ۴۳٫۷  | ۷۰٫۹  | ۶۶٫۳  | ۷۱٫۴  | ۶۱٫۶  | ۷۰٫۰  | ۸۶٫۵ |
| زنان                      | ۱٫۱  | ۷٫۴   | ۹٫۰   | ۹٫۱   | ۱۰٫۳  | ۸٫۹   | ۱۳٫۳  | ۲۴٫۸ |
| متوسط                     | ۲٫۰  | ۲۵٫۸  | ۳۹٫۸  | ۳۶٫۹  | ۳۸٫۶  | ۳۱٫۴  | ۳۳٫۸  | ۴۰٫۷ |
| منبع: سازمان بهداشت جهانی |      |       |       |       |       |       |       |      |